# Seznam nosilcev zlatega znaka usposobljenosti SV - vojaški reševalec
Seznam nosilcev zlatega znaka usposobljenosti SV - vojaški reševalec.

## Seznam
(datum podelitve - ime)
- 1. junij 2001 - Rafael Kolbl - Boštjan Kostanjšek - Matija Perko - Tadej Pušavec